# Saramacanos
O povo saramacano, ou samaracá (autônimo: saamáka së̀mbë̀) é um dos povos quilombolas do Suriname e da Guiana Francesa. São descendentes de africanos originários de diferentes povos e regiões levados na condição de escravos para as plantações de cana-de-açúcar da antiga Guiana Neerlandesa e que eventualmente conseguiram escapar para as florestas do interior, construindo comunidades autônomas que resistiam à escravidão.
Isolados na floresta amazônica pelo medo do escravismo e amparados por um tratado de paz assinado com os neerlandeses em 1762, os saramacanos recriaram as organizações sociais de povos oeste-africanos e constituíram uma sociedade original, com normas, política, religião e língua próprias, à semelhança dos povos indígenas da região.
A cultura saramacana sofreu grandes ameaças com a construção da Hidroelétrica de Brokopondo, no rio Suriname (década de 1960); com a Guerra Civil do Suriname (década de 1980) e com a concessão pública unilateral a empresas estrangeiras de direitos de exploração de recursos naturais situadas no território tradicionalmente ocupado pelos saramacanos sem aviso ou consentimento do povo.
Em 2007, uma ação movida pelo povo saramacano culminou na sentença proferida pela Corte Interamericana de Direitos Humanos que considerou lesivas aos direitos do povo saramacano as tais concessões outorgadas pelo Suriname. Desse modo, condenou o país a indenizar o povo saramacano pelos danos causados, a adotar medidas adequadas de acesso à justiça e a reconhecer a personalidade jurídica do povo saramacano, entre outras condenações.

## Etimologias
"Marrom" é um vocábulo proveniente do espanhol cimarrón, cujo significado original era "selvagem" ou "não domesticado". Durante a conquista espanhola das Antilhas, eram assim denominados os indígenas (e, posteriormente, os escravos africanos) que se refugiavam nas montanhas mais altas e inacessíveis das ilhas para escapar das incursões espanholas (ou seja, o termo se referia aos revoltos que fugiam para cima, para os cumes das montanhas).
Posteriormente, a expressão se popularizou e gerou derivados por todo o Caribe: maroon, em inglês; maron, em neerlandês; marron, em francês; e mawon, nos crioulos haitiano e antilhano. Hoje, "marrom" possui a mesma conotação do termo brasileiro quilombola: africanos escravizados que fugiram do cativeiro e seus descendentes.
No Suriname, utilizam-se os principalmente os termos maron e bush negro (literalmente: "pretos do mato") para se referir a essas populações. Na Guiana Francesa, são correntes os termos noir marron ("negro marrom", em francês), bushinengé ("negro da floresta", em nengeetongo) e nègmawon ("negro marrom", em crioulo).
Por sua vez, saramaka faz referência ao rio Saramaca, curso d'água para onde originalmente os ancestrais dos saramacanos atuais se dirigiam para escapar da escravidão (embora o moderno território saramaka se encontre quase em sua totalidade às margens do rio Suriname). Indígenas aruaques denominavam esse rio de Surama, provavelmente a origem etimológica de saramaka.

## População e território
Atualmente, o povo saramacano é composto por cerca de 90 000 pessoas distribuídas em sessenta e três comunidades. Juntos, os seis povos marrons do Suriname (aluku/boni, kwinti, matawai, ndjuka, paramacano e saramacano) compõem 21% da população desse país e 23% da população da Guiana Francesa, a maior população de escravos africanos fugitivos do mundo.
Seu território tradicional (saamáka kö́ndë) compreende as matas e rios de uma pequena parte do baixo rio Saramaca e as imediações de quase toda a extensão do rio Suriname. Parte dos saramacanos vive fora do território tradicional, como em Paramaribo, no litoral da Guiana Francesa (principalmente em Kourou e Caiena) e nos Países Baixos.